# Enquête (revue)
Pour les articles homonymes, voir Enquête.
Enquête,  initialement publiée sous le titre Enquête. Cahiers du Cercom, est une revue scientifique d'histoire.
Huit numéros paraissent ainsi jusqu'en septembre 1993. Puis, à partir de 1995 et jusqu'en 1999, sept autres numéros sont publiés sous le titre Enquête. Anthropologie, Histoire, Sociologie, par les éditions Parenthèses, à Marseille.
Enquête est une revue en libre accès accessible sur le portail OpenEdition Journals.